# Guerre commerciale entre la Chine et les États-Unis

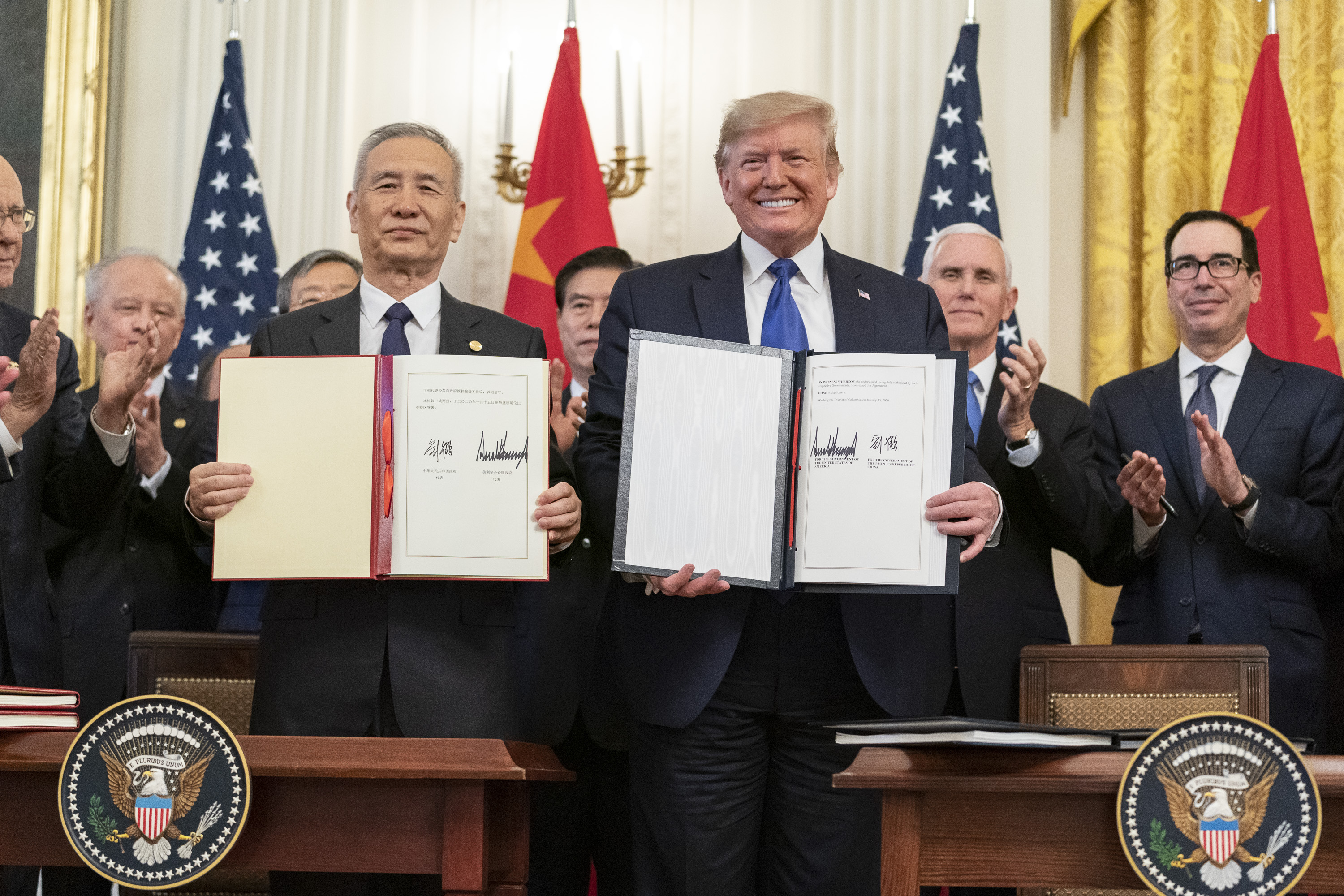
Liu He et Donald Trump en janvier 2020.

La guerre commerciale entre la Chine et les États-Unis est un conflit commercial, constitué de hausses de taxes douanières et de menaces entre la Chine et les États-Unis, lancé sous la présidence de Donald Trump, en 2018.
En avril 2025, le conflit connaît une escalade importante à la suite d'une succession de surenchères douanières, qui conduisent à un minimum de 145% de taxe douanière imposées sur les produits chinois aux États-Unis et de 125% sur les biens américains exportés en Chine.

## Précédents
Dans les années 1980, l'arsenal protectionniste des États-Unis se renforce. Ainsi la Section 301 de la loi commerciale de 1974 est complétée par la Special 301 sur la protection de la propriété intellectuelle et par la super 301. Ces mesures visent le Japon sans épargner l'Europe, le Canada et la Corée. Elles autorisent le Président à prendre toutes les mesures appropriées, y compris des représailles tarifaires. Les États-Unis accusent le Japon de déloyauté, de pillage technologique, de dumping, de sous-évaluation monétaire, d’échanges déséquilibrés. La guerre commerciale nippo-américaine, vise l'automobile, les semi-conducteurs, la construction, les équipements de télécommunication, les produits agroalimentaires. Les États-Unis imposent des prix minimums ou des restrictions « volontaires » d’exportation. En 1987, le Président Reagan impose un droit de douane de 100 % sur les importations japonaises de certains produits électroniques.
Certains observateurs comparent cette guerre commerciale au tarif douanier imposé à partir de mars 2002, sous la présidence de George W. Bush, sur environ 30 % des importations sidérurgiques américaines, en invoquant la « clause de sauvegarde » de l'Organisation mondiale du commerce (OMC). Ce tarif s'échelonnait entre 8 et 30 % selon les produits mais exemptait d'emblée certains partenaires et plusieurs catégories de produits. Après une plainte de l'Union européenne rejointe par plusieurs pays, l'OMC donna tort en juillet 2003 aux États-Unis pour preuves insuffisantes du préjudice subi. Le tarif spécial dura ainsi 21 mois au lieu des 3 ans annoncés,.

## Histoire

### Contexte
Une guerre commerciale conduit les belligérants à mettre des obstacles au commerce des autres. Ces autres prennent alors des mesures similaires, et tous sont entrainés dans un cercle vicieux où gagne le protectionnisme et où perd le commerce. Trump a lancé cette guerre pour lutter contre le déficit commercial de son pays par rapport à la Chine. Dans le cadre de leurs relations commerciales avec ce pays, les responsables américains jugent, en effet, que la valeur des exportations est largement inférieure à celles des importations. Nicole Bacharan, politologue française, pense que ça n'est pas une solution, que le déficit vient de problèmes internes aux États-Unis, et que, s'ils n'importent pas de la Chine, ils importeront du Vietnam, par exemple. Cette guerre vient selon elle d'une vision simplifiée et erronée du commerce international. Plus probablement, cette guerre vient de la volonté des États-Unis d'empêcher la Chine de devenir la première puissance mondiale.
Les États-Unis reprochent à la Chine diverses pratiques hostiles au commerce international : des transferts forcés de technologie, des violations de propriété industrielle, des subventions massives de son secteur exportateur, des restrictions aux entreprises étrangères voulant s'implanter. Ils dénoncent aussi le manque d'ouverture aux importations : que ce soit sur le total des échanges, le commerce des produits agricoles ou non agricoles, les droits de douane chinois sont largement supérieurs aux droits de douane américains.. Ils lui reprochent également de maintenir sous-évaluée sa monnaie, le yuan, ce qui lui permet d'être artificiellement plus compétitive. Mais, au moment des faits, ce point est réfuté par le Fonds monétaire international : selon lui, si cette sous-évaluation a bien eu lieu dans le passé, et qu'elle a été source de déséquilibres majeurs, depuis 2015 le taux de change du yuan est à un niveau cohérent avec les autres monnaies.
De l'avis de tous les observateurs, la part du PIB américain dans le PIB mondial ne cesse de baisser : s'il a été de 50 %, environ, à la fin de la Seconde Guerre mondiale, actuellement, il se situe entre 10 et 15 %, après avoir été de l'ordre de 33 % dans les années 1990.

### 2018: Principal phase du conflit commercial
Dans son discours de campagne du 28 juin 2016, Donald Trump énonce son programme économique et commercial international : il annonce notamment qu'il compte, s'il est élu, sanctionner la République populaire de Chine, dont il juge qu'elle « manipule » les marchés des devises, engager des poursuites judiciaires contre ses pratiques commerciales « déloyales », appliquer des droits de douane sur les importations provenant de Chine et utiliser « tous les pouvoirs présidentiels légitimes pour régler les différends commerciaux [bilatéraux] » avec la Chine. L'universitaire Philip S. Golub indique qu'« à l'époque, peu d'observateurs prirent au sérieux cet assaut verbal contre la mondialisation et l'architecture institutionnelle du commerce international », Donald Trump visant également l'Accord de libre-échange nord-américain (ALENA), l'Organisation mondiale du commerce (OMC) et l'Accord de partenariat transpacifique comme les causes principales du déclin du secteur industriel américain.

La pensée que la Chine doit se plier aux règles de bonnes pratiques du commerce international fait consensus aux États-Unis : les républicains comme les démocrates la défendent ; l'opinion publique y est aussi favorable. L'administration Trump, en exigeant la réciprocité des pratiques commerciales de la part des partenaires chinois, répond parfaitement au sentiment général dans son pays. Mais elle prend l'initiative d'une rupture de méthode début janvier. 

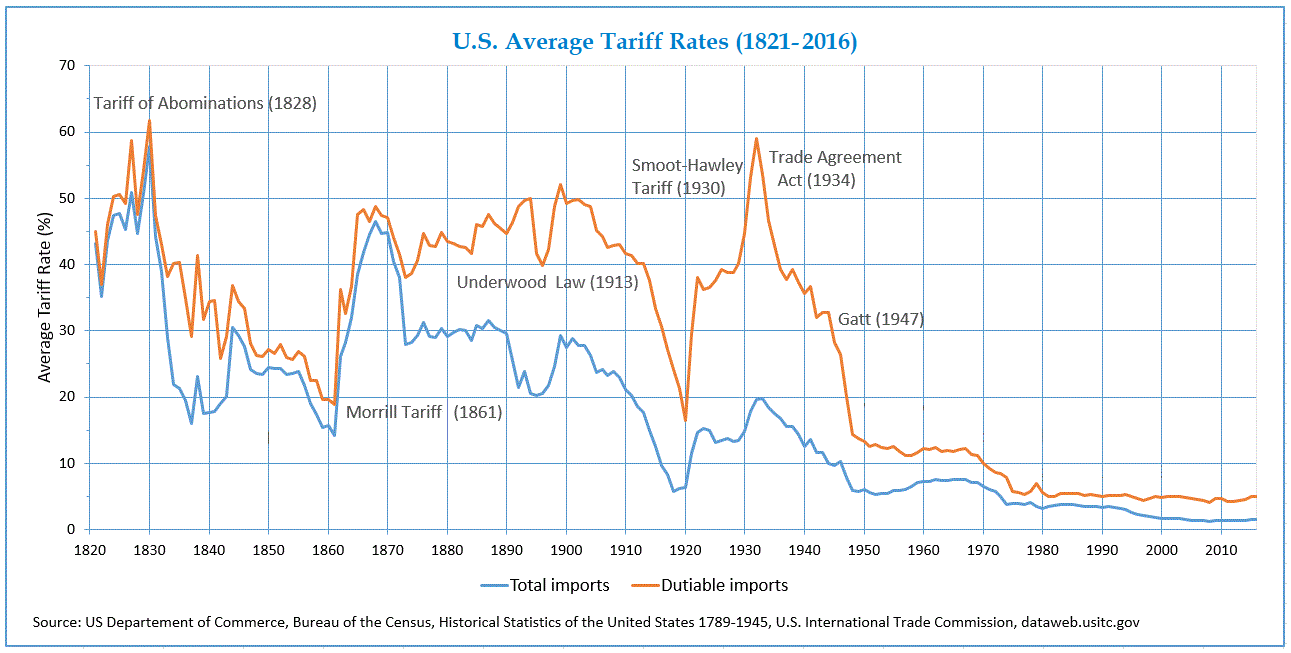
Graphique des droits de douane moyens des États-Unis entre 1821 et 2016.

Balance commerciale entre les États-Unis et la Chine entre 1985 et 2015.

Le 22 janvier 2018, Donald Trump met en place « sur 4 ans » des taxes douanières sur les machines à laver et les panneaux solaires chinois,,. Concernant les panneaux photo-voltaïques, la Chine en est alors le leader mondial. Les taxes imposées sur les panneaux solaires sont dégressives. Elles sont alors de l'ordre de 30 % la première année, jusqu'à atteindre 15 % la quatrième année. Il est également décidé qu'un quota de 2,5 GW de panneaux photo-voltaïques sera alors exempté de droits de douane. Pour les machines à laver; la Chine en est le premier pays exportateur des États-Unis, suivi du Mexique et de la Corée du Sud. les taxes imposées sont également dégressives, mais réparties en deux catégories : 1,2 million de machines à laver importées sont soumises à une taxe douanière de 20 % la première année (puis 18 % la seconde année et 16 % la troisième) alors que le reste des machines ainsi que les pièces détachées sont soumis à des taxes de 50 % la première année (puis 45 % la seconde année et 40 % la troisième année).
En réponse à ces taxes, la Chine déclenche une enquête anti-dumping sur le sorgho américain en février 2018, le ministère chinois du Commerce affirmant alors que les États-Unis subventionnent la culture de cette céréale. Les États-Unis exportent du sorgho vers la Chine pour une valeur d'environ un milliard de dollars. Des taxes douanières pourraient alors pénaliser certains États américains ruraux comme le Kansas, premier État producteur de sorgho aux États-Unis, qui a, par ailleurs, largement voté en faveur de Donald Trump.
Le 8 mars 2018, Donald Trump signe un décret instaurant des droits de douane de 25 % sur les importations d'aluminium et de 10 % sur celles d'acier. Le 11 mars 2018, Donald Trump signe un décret interdisant l'acquisition de Qualcomm par Broadcom, en dénonçant l'influence de la Chine dans cette acquisition.
Le 22 mars, dans une allocution présidentielle, Donald Trump annonce :
- à la veille de l'application du décret instaurant des droits de douane sur les importations d'aluminium et d'acier, une suspension temporaire des taxes pour plusieurs pays dont le Canada, le Mexique, l'Union européenne, la Corée du Sud, le Brésil et l'Argentine mais pas pour le Japon ni pour la Chine.
- une augmentation des droits de douane de l'ordre de 60 milliards de dollars, répartie sur une liste de produits, qui est définie le 3 avril[14]. Cette liste touche 1 300 produits comprenant les écrans plats, les armes, les satellites, le matériel médical, les pièces automobiles et les batteries[15],[16].

Le 23 mars, la Chine dévoile alors une liste de 128 produits dont les droits de douane devraient augmenter de 15 % pour 120 produits comme le vin ou les fruits et de 25 % pour 8 produits dont la viande de porc (ce sera une des causes de la crise chinoise du porc). Ces droits de douane sont de l'ordre de 3 milliards de dollars.
Le 2 avril, la taxation commence. Le 3 avril, à la suite de l'annonce présidentielle du 22 mars, une liste provisoire de produits importés susceptibles d'être soumis à de nouveaux droits de douane est publiée. Cette liste, qui vise des importations représentant « approximativement 50 milliards de dollars », cible des produits de différents secteurs dont l'aéronautique, les technologies de l'information et de la communication ou encore la robotique et les machines. Le 4 avril, la Chine définit une autre liste de produits, représentant cette fois un volume d'échange entre les deux pays de 50 milliards de dollars. Cette mesure touche notamment le soja, la viande bovine, le coton, le tabac, le whisky, ainsi que les secteurs de l'automobile et de l'aéronautique,.
Le 16 avril 2018, ZTE, un important producteur chinois de téléphones portables et d'équipements téléphoniques, est interdit par le gouvernement américain d'utiliser des biens ou des services d'origine américaine pour une durée de sept ans, à la suite de fausses déclarations concernant ses exportations vers l'Iran, soumis à des sanctions économiques tant internationales qu'américaines. ZTE avait déjà été victime d'une amende de 1,2 milliard de dollars en 2017, à la suite de réexportations de produits vers l'Iran comprenant des éléments d'origine américaine, alors que c'est prohibé par les États-Unis.
Le 20 avril, la Chine demande un dépôt de garantie de l'ordre de 178 % de la valeur de la cargaison pour ses importations de sorgho venant des États-Unis. À la suite de cette annonce, plusieurs navires changent de destination en cours de route,. En mai, à la suite de négociations avec les États-Unis, la Chine arrête ses sanctions sur le sorgho et les États-Unis ne menacent plus d'augmenter leurs droits de douane. Peu de temps après, la Chine annonce la baisse de ses droits de douane sur les pièces automobiles et sur les automobiles à 6 %, indistinctement du pays d'origine.
Le 29 mai 2018, la Maison Blanche a indiqué poursuivre son plan pour imposer des droits de douane de 25 % supplémentaires sur 50 milliards de biens chinois contenant des technologies importantes. La liste finale des importations en question sera annoncée d'ici le 15 juin et les tarifs seront imposés peu après.
Le 7 juin 2018, les autorités américaines modifient les sanctions contre ZTE, à la suite d'importantes négociations avec la Chine, pour le contraindre à une amende de 1 milliard de dollars, un dépôt sur compte bloqué de 400 millions de dollars et un renouvellement de son conseil d'administration et de surveillance, en échange de la permission d'acquérir des composants d'origine américaine.
Le 15 juin 2018, Donald Trump annonce la mise en application pour le 6 juillet 2018 de ses menaces de mises en place de taxes douanières contre la Chine sur un volume d'importations de 50 milliards de dollars, avec des droits de douane de l'ordre de 25 % sur 800 types de produits différents, dont les voitures, les semi-conducteurs et les pièces électroniques. À la suite de cette annonce, la Chine annonce des sanctions similaires sur un volume de 50 milliards de dollars d'importations venant des États-Unis de l'ordre de 25 % sur 659 types de produits, incluant les voitures, les produits de la mer ou encore le soja. Le 6 juillet, des droits de douane de 25 % sont mis en place sur 34 milliards de dollars d'importations sur les 50 milliards de dollars annoncés.
Le 6 juillet, les nouveaux tarifs douaniers américains de 25 %, officiellement entrés en vigueur à minuit heure de Washington, affectent 818 produits chinois (dont des automobiles, des disques durs ou des composants d'avions). C'est ainsi près de 34 milliards d'importations chinoises qui sont visées, sur les 50 milliards annoncés initialement. C'est alors que la Chine accuse les États-Unis de pratiquer une « guerre commerciale ».
Le 10 juillet 2018, Donald Trump annonce pour septembre 2018 une nouvelle série d'augmentations de 10 % des taxes douanières des États-Unis qui cibleront un total de 200 milliards de dollars de produits chinois importés. Les produits concernés par cette augmentation sont des produits agricoles, du tabac, des produits chimiques, du charbon, de l'acier, de l'aluminium, des meubles, des routeurs, des ordinateurs, des pneus, de la maroquinerie, des produits forestiers, des produits de beauté, de la nourriture pour animaux, etc.,.
Le 20 juillet, Donald Trump se dit prêt à instaurer, si nécessaire, des taxes punitives "jusqu'à 500" milliards de dollars, soit la totalité des produits chinois importés par les États-Unis alors que la monnaie chinoise dégringole, avantageant les exportateurs chinois.
En juillet 2018, les autorités de la concurrence chinoises refusent l'acquisition de NXP Semiconductors par Qualcomm. L'acquisition, ayant été annoncée en 2016, est donc annulée.
1er août 2018, le représentant américain au commerce Robert Lighthizer indique que les États-Unis réfléchissent à porter à 25% (contre 10% envisagé jusque là) les tarifs douaniers sur 200 milliards de dollars d'importations en provenance de Chine dès septembre.
Le 3 août, la Chine menace d'imposer de nouveaux droits de douane sur des importations de biens américains représentant 60 milliards de dollars.
Le 7 août, l'administration Trump confirme des droits de douane supplémentaires de 25% sur un total de 50 milliards de dollars de produits chinois, effectifs à partir du 23 août.
Le 23 août 2018, Trump menace d’alourdir les taxes douanières des biens en provenance de Chine par rapport aux annonces faites en juillet en faisant passer les taxes douanières des États-Unis qui cibleront un total de 200 milliards de dollars de produits chinois à 25 %. En représailles, la Chine annonce des taxes douanières supplémentaires de l'ordre de 5 à 25 % qui cibleront 60 milliards de produits américains, notamment des produits agricoles et du gaz naturel.
Des taxes douanières, le conflit s'étend aux nouvelles technologies. Trump dénonce les subventions que la Chine aurait accordée à ses géants du web (Baidu, Alibaba, Tencent ou Xiaomi).

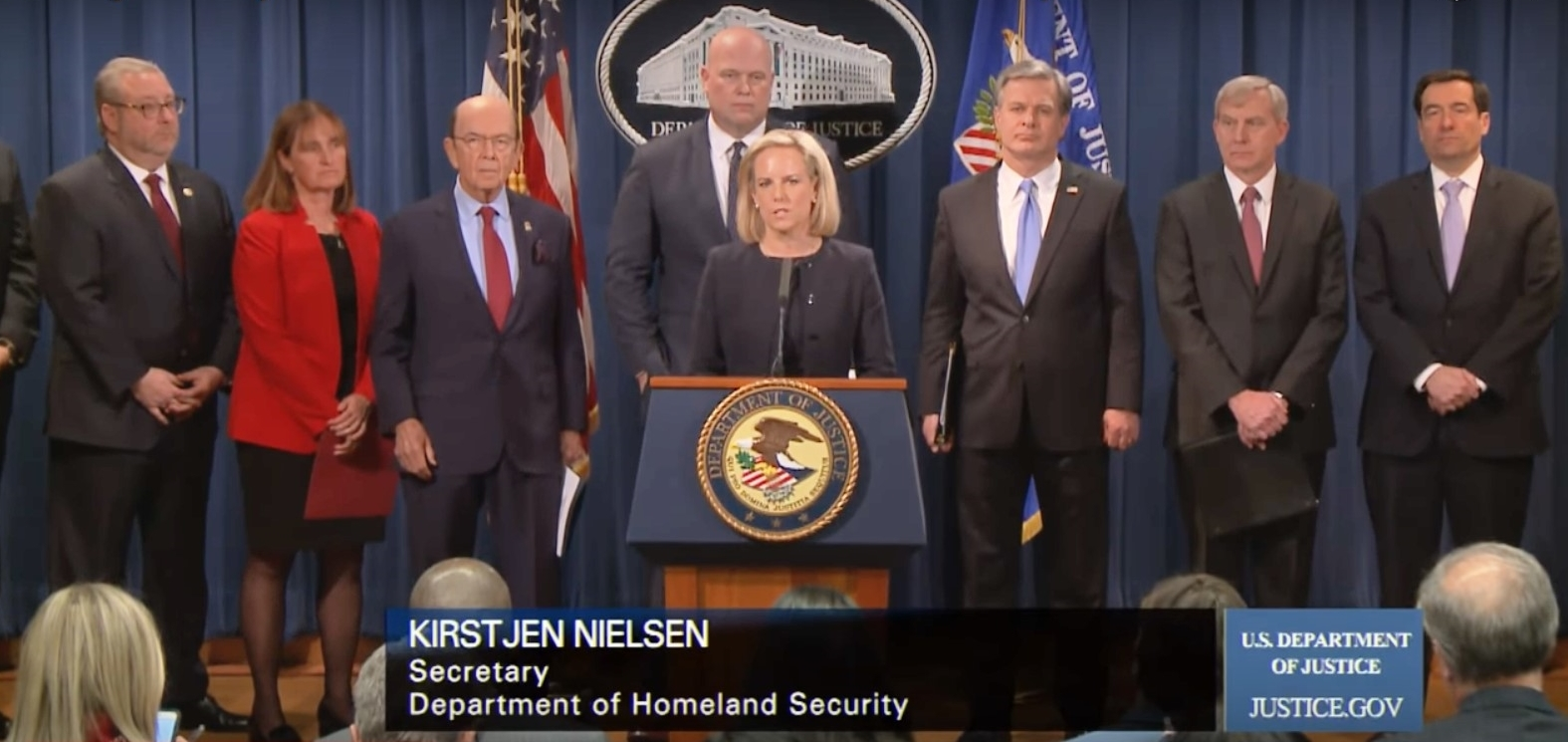
Le secrétaire à la Sécurité intérieure des États-Unis, Kirstjen Nielsen, le procureur général par intérim, Matthew Whitaker, le secrétaire au Commerce, Wilbur Ross, et le directeur du FBI, Christopher Wray, en 2019, annoncent 23 chefs d'accusation contre Wanzhou Meng et Huawei

Toujours en août 2018, le congrès américain vote une loi qui interdit l'utilisation par les différentes administrations américaines de matériel provenant de Huawei, ZTE, Hikvision, Dahua Technology, deux constructeurs de caméras de surveillance, et de Hytera Communications, une entreprise construisant des radios. En août 2018, des droits de douane sur 16 milliards de dollars d'importations sont mis en place par les États-Unis en complément de ceux qui avaient été mis en place en juillet 2018 sur les 34 milliards d'importations. En réponse à cela, la Chine met en place des droits de douane sur également 16 milliards de dollars d'importations le même jour.
Le secteur des semi-conducteurs apparait stratégique. Les Chinois ont vécu les sanctions contre ZTE comme une humiliation. Prenant conscience de leur dépendance envers les États-Unis dans ce domaine, les entreprises chinoises se mettent à y investir massivement. La Chine est le premier marché mondial pour les puces électroniques, mais seulement 16 % d'entre elles y sont fabriquées. Le plan Made in China 2025 se concentrera sur la résolution de ce problème, à la grande inquiétude des États-Unis. Déjà, Huawei équipe ses appareils de puces développées par sa filiale HiSilicon, qui en délègue l'impression à des entreprises taïwanaises ; ces puces affichent des performances comparables à celles du leader américain Qualcomm.
Le 18 septembre 2018, les États-Unis mettent en place une série de taxes douanières de 10 % sur 200 milliards de volume d'importations chinoises, taxes douanières qui doivent passer à 25 % au 1er janvier 2019. À la suite de cela, la Chine met en place des taxes douanières de 5 à 10 % sur un volume de 60 milliards d'importations américaines.
Le 28 octobre 2018, le département d'État interdit aux entreprises américaines de vendre à l'entreprise chinoise Fujian Jinhua, qui fabrique des cartes mémoires. Soutenue par la province de Fujian, cette entreprise avait investi 5 milliards d'euros, et se retrouve à la suite de cette décision au bord de la banqueroute, ne pouvant travailler sans les machines et logiciels venus des États-Unis. L'entreprise américaine Micron Technology, leadeuse dans les semi-conducteurs, l'avait accusée d'espionnage. Le département d'État, pour justifier sa décision, affirme qu'il y a eu vol de propriété intellectuelle, et que ces composants sont essentiels pour les systèmes militaires américains. Ainsi, il associe sécurité économique et sécurité nationale, et il peut s'en prendre à la politique économique chinoise pour des motifs qui dépassent le seul jeu des marchés. Pékin a réagi en interdisant à Micron de vendre sur son territoire, sachant que la société y réalise la moitié de son activité.
Le 1er décembre 2018, les États-Unis décident de reporter de 90 jours l'augmentation des droits de douane de 10 % à 25 % devant initialement entrer en vigueur le 1er janvier 2019 sur près de 200 milliards de dollars de marchandises. En décembre 2018, la Chine annonce en réaction, une baisse des droits de douane sur les importations de voitures américaines à 15 % pendant 3 mois . La Chine annonce également le renforcement de son droit sur la propriété intellectuelle. En parallèle, la Chine annonce une réduction de ses droits de douane à partir du 1er janvier 2019, comme sur les médicaments, sur les industries de pointes.
Au début de l'année 2019, la Chine met en place un projet de loi sur les investissements étrangers, pour leur garantir un non-transfert de technologie, ainsi que d'autres garanties permettant de répondre au conflit commercial avec les États-Unis. En parallèle, Huawei est exclu de plusieurs appels d'offres notamment concernant les cœurs de réseaux, où ses équipements sont dans certaines pays occidentaux démontés. Le 1er décembre 2018, à la demande des États-Unis, le Canada arrête Meng Wanzhou, directrice financière et numéro deux de Huawei : elle est accusée de fraude bancaire et de conspiration en vue de commettre des fraudes pour avoir supposément violé les sanctions contre l'Iran et volé des secrets commerciaux,. Au 1er mars 2019, la remontée des droits de douane à 25 % sur les 200 milliards d'importations américaines est repoussée, les négociations étant en cours.
En avril 2019, Foxconn (Hon Hai Precision Industry), entreprise taïwanaise assurant l'assemblage en Chine des produits Apple entre autres, annonce des plans de diversification de sa chaîne en direction de l'Inde et du Vietnam pour se prémunir contre les perturbations à venir dans les chaînes d'approvisionnement asiatiques. Depuis février 2019, 66 sociétés taïwanaises commencent à rapatrier leur production de la Chine continentale à Taïwan, soutenues par un programme incitatif du gouvernement de Taipei. Selon une étude de mai 2019, sur les 200 principales sociétés américaines actives en Chine, 120 revoient ou vont revoir leurs chaînes d'approvisionnement.

### Reprise des hostilités à partir de 2019

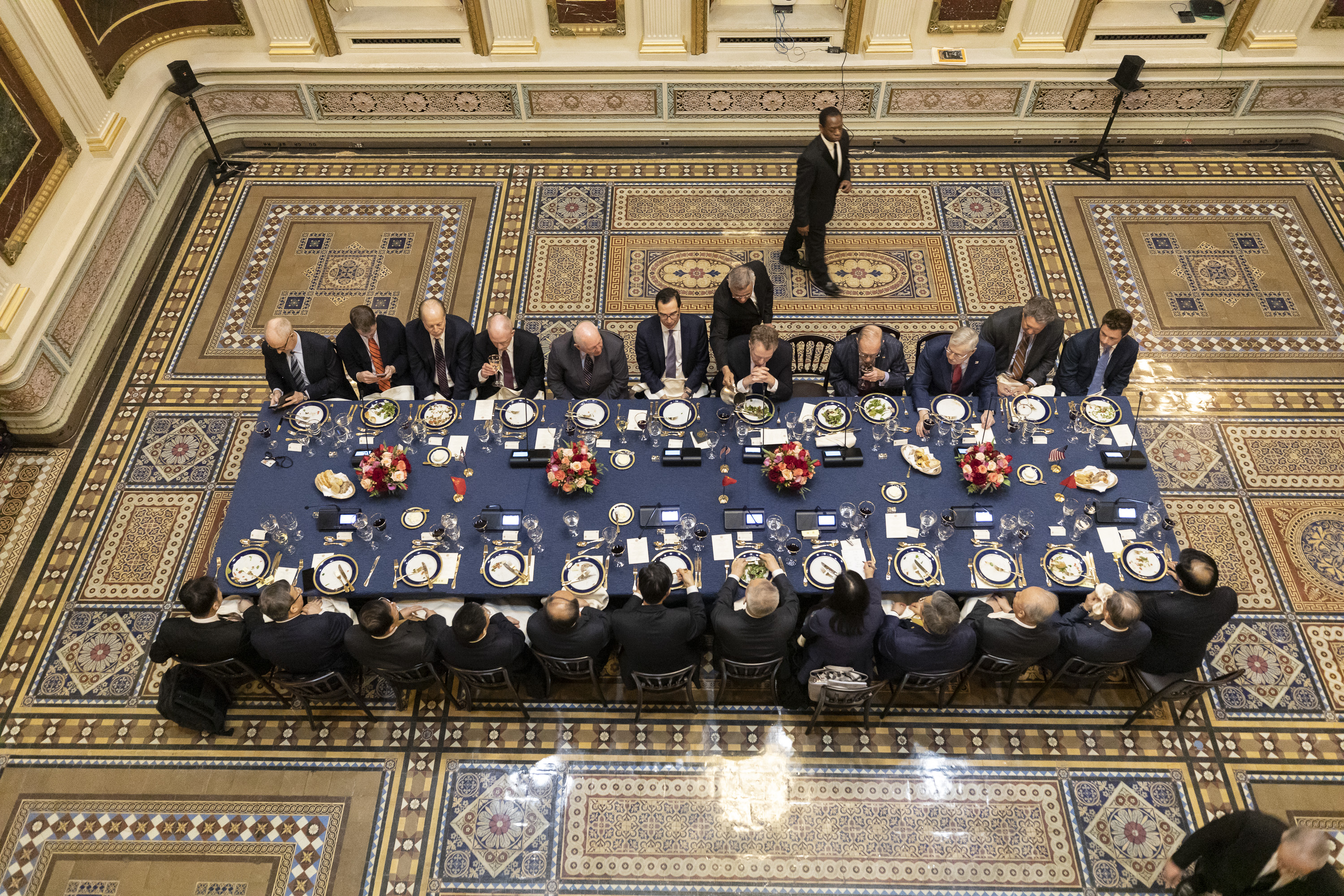
Un diner entre les représentants des États-Unis et de la Chine, le 14 janvier 2020. Robert Lighthizer, représentant au commerce des États-Unis, avec Steven Mnuchin, secrétaire du Trésor, offrent un repas à Liu He (homme politique), vice-Premier ministre de la république populaire de Chine dans le bâtiment du bureau exécutif Eisenhower à la Maison-Blanche.

Le 10 mai 2019, malgré des négociations encore en cours, Donald Trump annonce la mise en place d'une augmentation à 25 % sur 200 milliards d'importations américaines.
Le 15 mai 2019, Donald Trump annonce la mise sur l'Entity List de Huawei, ce qui lui interdit de vendre des équipements de réseaux aux États-Unis et interdit aux groupes américains de commercer avec Huawei, à la suite de cela Google suspend ses relations avec l'entreprise chinoise, utilisatrice de son système Android. Il en va de même pour Intel, Qualcomm et Broadcom ou encore Microsoft.
En juin 2019, à la suite de la rupture des négociations, la Chine annonce la mise en place de nouveaux droits de douane sur 60 milliards de volumes d'importations venant des États-Unis.
Avec la reprise de la guerre commerciale, la Chine passe de premier partenaire commercial des États-Unis à troisième, sur la période janvier-juin 2019, derrière le Mexique (premier partenaire) et le Canada (deuxième), tant en termes d'importations que d'exportations.
En août 2019, Donald Trump annonce la mise en place pour le 1er septembre de droits de douane de 10 % sur un volume de 300 milliards d'importations chinoises supplémentaires, en plus des droits de douane de 25 % déjà en place sur 250 autres milliards d'importations. À la suite de cette annonce, la Chine arrête ses importations de produits agricoles américains qui avaient été décidées lors de négociations avec les États-Unis. Toujours en août, Donald Trump annonce que les droits de douane de 10 % sur un volume de 300 milliards d'importations chinoises seront en partie mis en place le 15 décembre et en partie en septembre et non plus la totalité en septembre. Encore en août 2019, la Chine annonce mettre en place des droits de douane de 5 à 10 % sur un volume de 75 milliards d'importations américaines, mesures qui seront imposées le 1er septembre et le 15 décembre 2019. À la suite de cela, les États-Unis annoncent une augmentation de 15 % au lieu de 10 % des droits de douane sur un volume de 300 milliards d'importations chinoises mis en place en septembre et décembre 2019, ainsi que d'une augmentation le 1er octobre à 30 % au lieu de 25 % sur des droits de douane déjà mis en place sur un volume de 250 milliards d'importations.
Selon les calculs de l’ONU en décembre 2019, les exportations chinoises vers les États-Unis ont diminué de 35 milliards de dollars.Taïwan, dont les exportations ont pu progresser de 4,2 milliards de dollars, est le principal bénéficiaire de cette guerre commerciale. Toujours en décembre 2019, la Chine annonce le remplacement d'ici la fin de l'année 2022, de l'ensemble de son parc informatique constitué d'éléments matériels ou logiciels d'origine étrangère dont notamment ceux d'origine américaine. En janvier 2020, les États-Unis et la Chine ont signé un accord commercial, dans lequel la Chine annonce acheter 200 milliards de dollars de produits américains sur 2 ans, tout en s'engageant à lutter contre la contrefaçon. En février 2020, la Chine annonce la suppression durant le courant du mois du février, de près de 75 milliards de dollars droits de douane, cela représente une diminution de 50 % des droits de douane initialement mis en place en septembre 2019.
En mars 2020, le département du Commerce des États-Unis sanctionne au travers de l'Entity List 18 entreprises de nationalités russes, iraniennes, pakistanaises, chinoises et émiraties, pour leur implication dans le programme nucléaire iranien et pakistanais ou pour leurs liens avec l'armée russe.
En juillet 2020, la Chine demande à Associated Press, United Press International, CBS et NPR de décrire leurs biens immobiliers, employés, actifs en Chine. Ces mesures répondent à des mesures relativement similaires émises en février 2020 par les États-Unis à l'encontre de 9 médias chinois. Le même mois, les États-Unis ordonnent à la Chine de fermer son consulat situé à Houston sous 72 heures, cela constitue une mesure de représailles contre des vols de propriété intellectuelle, a déclaré Mike Pompeo, secrétaire d’État. Peu de temps après, la Chine ordonne la fermeture du consulat américain à Chengdu.
En septembre 2020, l'OMC dénonce comme contraire au droit du commerce international les droits de douane mis en place par les États-Unis contre la Chine.
La liste Communist Chinese Military Companies est mise en place par décret le 12 novembre 2020 par Donald Trump.
En janvier 2021, les États-Unis rejettent et annulent les demandes de permission en attente de plusieurs mois, permises par la mise en place sur l'Entity List, à des entreprises pour commercer avec Huawei, permissions qui représentent près de 150 milliards de dollars de marchandises et 280 milliards de dollars de commandes sont encore en attente de permission.
En janvier 2021, à la suite de la passation de pouvoir aux États-Unis, la Chine sanctionne 28 personnalités de l'ancienne administration Trump, dont Mike Pompeo.
En janvier 2021, China National Offshore Oil Corporation (CNOOC) est rajoutée à l’Entity List. Le 14 janvier 2021, le département de la Défense des États-Unis rajoute 9 entreprises à la liste des Communist Chinese Military Companies, incluant Xiaomi, COMAC mais aussi Advanced Micro-Fabrication Equipment, Luokong Technology, Beijing Zhongguancun Development Investment Center, Gowin Semiconductor, Grand China Air, Global Tone Communication et China National Aviation Holding Company.

### Présidence Biden
En mars 2021, un tribunal américain suspend la mise de Xiaomi dans la liste des Communist Chinese Military Companies et dans celle de l'Entity List.
En juin 2021, l'administration Biden élargit le nombre d'entreprises incluses dans l'Entity List la faisant passer à 59 entreprises comparées aux 31 entreprises concernées en novembre 2020. Cette liste inclut notamment Huawei, CNOOC, Inspur, Hikvision, AVIC, Norinco, China Aerospace Science and Industry Corporation, China Shipbuilding Industry, Hongdu et les 3 principaux opérateurs téléphoniques chinois : China Mobile, China Unicom et China Telecom.
En juillet 2021, le nombre d'entreprises chinoises incluses dans l'Entity List augmente à nouveau avec 23 nouvelles entreprises incluses dans la liste, notamment des entreprises produisant du silicium polycristallin, utilisé dans les panneaux solaires, pour leurs contributions à la répression dans le Xinjiang, leurs liens avec l'armée chinoise ou pour leurs liens avec des entreprises déjà sanctionnées.
En juillet 2021, le Sénat américain vote une loi, l'Uyghur Forced Labor Prevention Act, pour interdire toutes les exportations vers les États-Unis de marchandises venant ou étant constituées de composants venant du Xinjiang. Cette loi est signée par Joe Biden en décembre 2021.
En mai 2022, le Canada annonce interdire les équipements et services 5G de Huawei ainsi que ceux de ZTE, après avoir repoussé la décision pendant 2 ans, alors que l'Australie, la Nouvelle-Zélande et du Royaume-Uni avaient déjà pris des décisions similaires sous demande américaine,.
En novembre 2022, la Commission fédérale des communications des États-Unis annonce l'interdiction de toute utilisation d'équipement de télécommunication d'origine chinoise, intégrant également la fabrication de caméra de surveillance ou les équipements radio.
En octobre 2023, les États-Unis mettent en place de nouvelles restrictions à l'exportation vers la Chine dans le secteur des semi-conducteurs.
En mars 2024, la Chambre des représentants des États-Unis demande la vente de TikTok à une entreprise non-chinoise sous peine sous 6 mois de supprimer la présence de l'application dans les boutiques d'application d'Android et d'Apple aux États-Unis.
En mai 2024, les États-Unis ajoutent 37 entreprises chinoises à l'Entity List impliquées soit dans des activités militaires, soit dans des technologies avancées. Le même mois, les droits douaniers américains sur les voitures électriques chinoises passent de 27,5 % à 102,5 %.

### Second mandat de Donald Trump
Début février 2025, Donald Trump annonce la mise en place de droits de douane supplémentaires de 10 % sur les importations venant de Chine. En réponse, la Chine annonce la mise en place de droits de douane de 15 % sur les importations de charbon et le gaz venant des États-Unis et 10 % celles de pétrole, ainsi que l'ouverture d'une enquête sur Google sur sa position dominante dans certains secteurs. En parallèle, United States Postal Service annonce l'arrêt de la prise en charge de colis venant de Chine, avant le lendemain de réaccepter de nouveaux ces colis,.
En mars 2025, Donald Trump menace de porter à 25 % les droits de douane sur les exportations vers les Etats-Unis de tout pays qui importe du pétrole venant du Venezuela. Or, la Chine est particulièrement visée car c'est le principal importateur de pétrole du Venezuela, représentant environ 40 % des exportations pétrolières de ce pays.
Le 2 avril 2025, lors du « Liberation Day », Donald Trump annonce une taxe douanière de 34% sur les produits chinois. Après que la Chine a répondu par une augmentation des droits de douane, fixés à 34% sur les produits américains, Donald Trump fait de même le 9 avril en passant les taxes douanières sur les produits chinois à 104%. En réponse, la Chine fait passer ses propres droits de douane à 84%. Le 10 avril, la Maison-Blanche annonce que la taxe douanière s'élèvera désormais à 145% pour les produits chinois, mais exclut par la suite les produits électroniques (smartphones, ordinateurs, etc.) de cette augmentation,. Cette annonce est suivie par une réponse de la Chine le 11 avril qui passe à 125% ses droits de douanes sur les biens américains.
Dès avril 2025, le flux aérien et portuaire de marchandises est fortement affecté entre la Chine et les États-Unis.
Le 10 mai 2025, des représentants américains et chinois se rencontrent à Genève pour la première fois depuis l'escalade des droits de douane entre les deux pays. Les États-Unis sont représentés par le Secrétaire au Trésor Scott Bessent et la Chine par le vice-Premier ministre au Commerce extérieur He Lifeng. Ces échanges nourrissent des espoirs d'une désescalade de la guerre commerciale. A l'issue des négociations, les États-Unis et la Chine annoncent dans un communiqué conjoint la réduction pour 90 jours de leurs droits de douane respectifs, ceux-ci passant de 145 à 30% pour les produits chinois exportés vers les États-Unis et de 125 à 10% pour les produits américains exportés vers la Chine,.   

## Conséquences

### États-Unis
La hausse soudaine des droits de douane sur les produits chinois exportés vers les États-Unis provoque un effondrement des commandes et du volume des échanges. Cette baisse s'observe principalement dans le secteur du transport maritime, de l'ordre de 20% au mois d'avril 2025. Le port de Los Angeles accuse un recul de 35% de son volume de marchandises. 

### Union européenne
La hausse significative des droits de douane américains sur les biens chinois fait craindre sur le marché européen une submersion de produits chinois bons marchés qui viendraient concurrencer et affaiblir les industries locales. Pour se protéger des effets indirects de la réorientation des exportations, la Présidente de la Commission européenne Ursula von der Leyen annonce la création d'une task-force chargée de la surveillance du dumping sur les importations vers l'UE.

## Analyses
Le 20 mai 2019, le Financial Times estime que « la décision américaine de mettre le fleuron des télécommunications chinoises [Huawei] sur sa liste des entités avec lesquelles les entreprises américaines ne peuvent commercer que si elles obtiennent une licence gouvernementale marque un moment crucial pour l'industrie technologique mondiale », et « donne le coup d'envoi d'une guerre froide entre les États-Unis et la Chine ». Le journal évoque « un effort visant à découpler les secteurs technologiques américain et chinois, entraînant une bifurcation de cette industrie mondiale ». En mai 2019, Nazak Nikakhtar, secrétaire adjointe à l'industrie et à l'analyse au ministère du Commerce, déclare qu'« une trop grande part de la chaîne d'approvisionnement s'est déplacée vers la Chine », et met en cause le rôle des multinationales investissant en Chine, soit directement, soit à travers la construction de réseaux de sous-traitance multiniveaux. Selon l'universitaire Philip S. Golub, les États-Unis cherchent ainsi à « déconstruire les chaînes de production et de valeur transnationales, qui profitent de plus en plus à la Chine et ont été l'une des caractéristiques essentielles de la mondialisation à la fin du XXe siècle ».
En 2021, l'économiste Jean-Marc Siroën explique qu'il y a bien eu une « guerre commerciale » entre les Etats-Unis et la Chine, du fait que dans un premier temps, en 2018 et 2019, les Etats-Unis ont fait passé les droits de douane de 4 à 24 %, et qu'ensuite la Chine a riposté en augmentant les siens de 10 à 25 %. L'économiste indique que cette guerre commerciale fait immédiatement des perdants, en termes d'emploi aux États-Unis comme en Chine. En effet, certaines entreprises sont mieux protégées à l'intérieur du pays qui augmente ses protections douanières, mais elles ne peuvent pas en profiter instantanément du fait de la faible flexibilité de la main-d'oeuvre. Et les entreprises importatrices qui payent leurs importations plus chères sont elles immédiatement sanctionnées. L'économiste précise qu'il est très difficile de mesurer qui de la Chine ou des Etats-Unis est le plus perdant dans l'immédiat, notamment car il existe des flux très complexes à analyser entre les deux pays, où certains produits réalisés dans un pays peuvent intégrer certaines pièces provenant d'un autre pays. Et il est également très complexe de déterminer qui sera gagnant dans le futur.